# Thomas Louis Mercier
Pour les articles homonymes, voir Mercier.
Le baron Thomas Louis Mercier, 2e du nom, né le 16 décembre 1800 à Paris, où il est mort le 6 novembre 1882, est un industriel et homme politique français.

## Biographie
Par son mariage avec Alexandrine Roederer, fille d'Antoine-Marie Roederer, Thomas-Louis Mercier devient actionnaire et administrateur des Manufactures de glaces et verres de Saint-Quirin, Cirey et Monthermé, puis administrateur de Saint-Gobin. Il est sous-préfet d’Alès (5 juin 1831), préfet de Vaucluse (14 juillet 1833), Préfet du Finistère (21 septembre 1834), la monarchie de juillet le fit successivement préfet de la Manche (21 octobre 1836), préfet de l'Oise (29 septembre 1842), préfet du Pas-de-Calais (4 janvier 1847). Dans la proclamation qu'il adressa, le 30 août 1848, aux électeurs du département de la Mayenne, où il avait créé la filature de Brives, il se prononçait nettement pour la république, en ajoutant toutefois : « La république, pour moi, c'est la liberté sans licence, le respect du droit, le règne absolu de la loi, la défense des grands principes religieux et sociaux. »
Le candidat républicain malheureux de 1848, fut en 1852 le Candidat officiel et fut élu député  par la deuxième circonscription de la Mayenne contre Louis Bigot. Réélu aux élections suivantes jusqu'aux Élections législatives de 1869, où il obtint encore une forte majorité, le baron Mercier vota constamment avec la majorité gouvernementale. Il était membre du conseil général de la Mayenne.
Il fut nommé chevalier en octobre 1832, puis officier en février 1840, et enfin commandeur de la Légion d'honneur en août 1864.

## Famille
Il est le fils du baron Jacques Mercier et d'Olympe Madeleine Le Couteleux de La Noray du Molay.
Il se marie le 20 mai 1826 avec Alexandrine Roederer (Spoleto, 14 février 1811-17 mai 1892, Senlis), fille du baron de l'Empire, préfet et pair de France Antoine-Marie Roederer, dont :
- Pierre Louis Lucien (Alençon, 26 janvier 1827-18 avril 1887, Aignan), 3e baron Mercier, sous-préfet de Mortain (12 juillet 1850), sous-préfet d'Yvetot (9 mai 1852), sous-préfet de Langres (29 octobre 1853), sous-préfet de Châteaudun (8 avril 1856), sous-préfet de Saintes (10 avril 1858), secrétaire général de la préfecture de la Gironde (18 mai 1861), sous-préfet de Vienne (Isère) (24 mai 1862), sous-préfet de Saint-Denis (31 janvier 1870-8 avril 1870), Chevalier de la Légion d'honneur, marié avec Athénaïs Delecey de Récourt, dont :
  - Pierre Thomas Marie Antoine (27 novembre 1854, Langres), 4e baron Mercier, capitaine au 2e régiment de cuirassiers, Chevalier de la Légion d'honneur, marié le 23 octobre 1884 avec Charlotte Joséphine Marie Suzanne de Reyniac, dont :
    - Pierre Rieul Marie Joseph Antoine (né le 6 octobre 1886, Senlis) ;
    - Hubert Marie Joseph Lucien François (né le 10 janvier 1889, Cerny) ;
    - Jean Albert Marie Joseph Vincent (né le 28 février 1890, Lunéville) ;
    - ainsi qu'une fille et deux autres garçons.

## Sources partielles
- « Thomas Louis Mercier », dans Adolphe Robert et Gaston Cougny, Dictionnaire des parlementaires français, Edgar Bourloton, 1889-1891 [détail de l’édition]
- « Thomas Louis Mercier », dans Alphonse-Victor Angot et Ferdinand Gaugain, Dictionnaire historique, topographique et biographique de la Mayenne, Laval, A. Goupil, 1900-1910 [détail des éditions] (BNF 34106789, présentation en ligne)